# جورج وترال
جورج وترال (انگلیسی: George Wetherall؛ ۱۷۸۸ – ۸ آوریل ۱۸۶۸) ژنرال نیروی زمینی بریتانیا بود.
جورج آگوستوس وِدِرآل، پسر ژنرال سر فردریک وِدِرآل، در بخش ارشد کالج نظامی سلطنتی تحصیل کرد و در سال ۱۸۰۳ وارد ارتش شد. او در سال ۱۸۰۷ به عنوان سرتیپ در دماغه امید نیک خدمت کرد، در فتح جاوه به عنوان دستیار پدرش شرکت داشت، از سال ۱۸۲۲ تا ۱۸۲۵ منشی نظامی فرمانده کل مدرس بود و در سال ۱۸۲۶ به عنوان معاون قاضی-وکیل-کل در هند منصوب شد.
ژنرال وِدِرآل بیشتر به خاطر خدماتش در طول شورش کانادا در سال‌های ۱۸۳۷/۳۸ مشهور است که در طی آن فرمانده گردان دوم سلطنتی در نبرد سنت چارلز بود، نبردی که بخشی از شورش کانادای سفلی بود که در ۲۵ نوامبر ۱۸۳۷ بین بریتانیای کبیر و شورشیان میهن‌پرست کانادای سفلی درگرفت. پس از پیروزی، او و سربازانش ستون آزادی، ستونی که توسط میهن‌پرستان برای مجلس شش شهرستان در سنت چارلز برپا شده بود، را از زیر خاک بیرون آوردند و آن را به عنوان غنیمت جنگی به همراه تعدادی از زندانیان به مونترال بازگرداندند.
وِدِرال به پاس خدماتش، به عنوان عضو افتخاری نشان حمام منصوب شد. او از سال ۱۸۴۳ تا ۱۸۵۰ معاون آجودان کل در کانادا بود. در سال ۱۸۵۴ به عنوان آجودان کل نیروها منصوب شد و این سمت را تا سال ۱۸۶۰ که فرماندهی ناحیه شمالی انگلستان را به دست گرفت، حفظ کرد. در پایان خدمتش در سال ۱۸۶۵، به عنوان فرماندار کالج نظامی سلطنتی، سندهرست، منصوب شد. او در سال ۱۸۵۴ سرهنگ هنگ ۸۴ شد، در سال ۱۸۵۶ به مقام شوالیه رسید، در سال ۱۸۵۷ به درجه ستوان ژنرالی رسید و در سال ۱۸۶۵ به نشان صلیب بزرگ شوالیه از نشان حمام مفتخر شد.
در سال ۱۸۶۰، او مسئول کل رژه داوطلبان سلطنتی در پارک هولیرود در ادینبورگ برای ملکه ویکتوریا بود. ۲۱۰۰۰ مرد در حال رژه در مقابل جایگاه بزرگی که ۳۰۰۰ تماشاگر به علاوه بیش از ۲۰۰۰۰۰ تماشاگر در دامنه شمالی صندلی آرتور را در خود جای داده بود، ایستادند.